# Fantozzi in paradiso
Fantozzi in paradiso è un film del 1993 diretto da Neri Parenti. È l'ottavo capitolo della saga incentrata sulle vicende dell'ex impiegato Ugo Fantozzi, ideato ed interpretato da Paolo Villaggio. Per la prima volta l'ex ragioniere Ugo Fantozzi, ormai anziano, affronta l'angoscioso problema della morte e lo fa con una malinconia esistenziale che però (secondo Morando Morandini) nella seconda parte si trasforma "in una buffoneria degna dei migliori episodi".
Tale film, che vede la partecipazione di attori che ricorreranno negli episodi a venire (oltre a Paolo Villaggio anche Anna Mazzamauro e Gigi Reder), è il primo in cui Fantozzi passa a miglior vita, ma anche l'esistenza nell'aldilà si dimostra mesta e sfortunata, in linea con quella terrena.
Inoltre, il film segna l'abbandono delle scene da parte di Plinio Fernando, nel successivo film Mariangela e Uga saranno interpretate da Maria Cristina Maccà.

## Trama

Mariangela Fantozzi (Plinio Fernando) in una scena

Uno ad uno, tutti gli ex colleghi del ragionier Fantozzi vengono a mancare. All'inizio del film quest'ultimo è al funerale del ragionier Fonelli; il rito però è seguito da un matrimonio e le persone si scambiano condoglianze ed auguri, con un sottofondo funebre-nuziale. Poco dopo ne verrà a mancare un altro, a seguito d'un surreale incidente in bicicletta sotto gli occhi sbigottiti degli ex colleghi.

### La rapina
Durante il successivo viaggio funebre in macchina, Filini convince Fantozzi ad organizzare una rapina alla Megaditta, l'azienda dove lavoravano. Dopo aver visto una scena cinematografica d'una rapina e studiato il movimento dei ladri, vanno in un negozio di maschere portando con loro la nipotina Uga come copertura.
Filini e Fantozzi si procurano le armi: Filini una pistola da starter e Fantozzi una pistola lanciarazzi proveniente dal disarmo della Duilio. Mascherati con semplici occhiali con naso e baffetti finti, i due riescono a sottrarre all'azienda un bel malloppo e si danno alla fuga rubando un'auto inglese con roulotte, ma subito dopo la fuga vengono tratti a bordo della lunghissima limousine del Megadirettore Galattico Balabam, che li costringe a consegnare il denaro.

### I Fantozzi sfrattati
Ormai sconsolato, Fantozzi decide di rintanarsi in casa e di seguire il suo sport preferito, il calcio, in televisione. Proprio durante la partita, nel giorno del 40º anniversario del suo matrimonio con Pina, gli viene annunciato (con una poesia di Uga) che la figlia Mariangela, il genero Bongo e la nipotina Uga sono rimasti momentaneamente senza casa e verranno quindi a vivere nella sua.
Mariangela e Bongo dapprima gli rendono la vita impossibile e poi lo sfrattano con la moglie. Dopo aver cercato invano una nuova abitazione, l'unica sistemazione umana che i due coniugi riescono a trovare è un vecchio box-officina: ne dipingono le pareti e la saracinesca con finte porte, finestre e decorazioni, usano il sollevatore per auto al suo interno come letto e ne fanno la loro nuova "casa".

### L'ultima settimana di vita
Mentre Fantozzi si trova ad un ennesimo funerale d'un impiegato, la bara del defunto cade addosso al ragioniere e al sacerdote che stava celebrando il funerale. I due vengono subito portati in clinica per accertamenti e Fantozzi scopre di avere solo una settimana di vita a causa d'una malattia incurabile ai polmoni. Sentendosi condannato, Fantozzi inizia a fare tutto ciò che finora si era sempre proibito: come mangiare chili di cozze, essere lui a multare e rimuovere un carro attrezzi, scoreggiare in ascensore, imbrattare muri.
Tiene però celata la notizia alla moglie Pina, la quale tuttavia la scopre e, all'insaputa del marito, nel tentativo di vederlo felice per l'ultima volta, riesce a convincere la signorina Silvani a trascorrere con lui un lungo weekend d'amore. Dato che il marito angosciato non sa che la Silvani lo sta aspettando, Pina cerca di convincerlo ad andare fuori per una passeggiata, ma egli rifiuta; allora Pina improvvisa una messinscena, cacciandolo fuori di casa. Fantozzi e la Silvani partono quindi insieme per Cortina d'Ampezzo.
Fantozzi, dopo aver mandato giù un afrodisiaco, riesce finalmente a consumare l'agognato amplesso con la donna tanto desiderata: tramite una lettera comunica alla moglie d'aver finalmente trovato la compagna ideale. Tuttavia, in maniera casuale, Fantozzi viene a scoprire la tresca organizzata dalla Pina e si precipita immediatamente a casa, dichiarandole tutto il suo amore, sperando che non legga la lettera. Controllando il calendario, scopre di essere arrivato all'ultimo giorno di vita.
Mentre Fantozzi tenta di espiare i suoi peccati, la Pina gli comunica che il dottore aveva commesso un errore e che in realtà non era lui a dover morire, ma il sacerdote con il quale era stato ricoverato. Esultante per la notizia, Fantozzi corre all'impazzata in strada, ma viene prima investito da un camion e poi schiacciato da un rullo compressore, morendo all'istante. Al funerale dello sfortunato pensionato, colleghi ed amici si stringono nel dolore con la moglie e la figlia del ragioniere, accompagnati dalla nuvola d'impiegato che fa anche lei il suo ultimo saluto al suo ragioniere preferito, facendo piovere un acquazzone sulla sua bara sottilissima.

### In paradiso
Giunto nell'aldilà, Fantozzi s'unisce immediatamente a tutte le altre numerose anime beate per prendere l'aereo che conduce al Paradiso; il velivolo tuttavia viene dirottato da alcuni terroristi e Fantozzi si ritrova davanti al Buddha, che dice al ragioniere che dovrà reincarnarsi fino all'assoluta purificazione e deve girare la ruota perché gli venga assegnata la prossima vita. Ugo però, per sua sfortuna, rinasce da neonato con tanto di soliti vestiti e l'inseparabile basco e deve ricominciare daccapo la stessa identica vita.

## Produzione
Il film è stato girato nella primavera del 1993 a Roma, Marina di Cerveteri, Lido di Ostia, nel cimitero di Tivoli, nell'albergo Miramonti Majestic di Cortina d'Ampezzo, nell'albergo Dolomiti di San Vito di Cadore, presso la Stazione di Calalzo-Pieve di Cadore-Cortina e presso la Stazione di Salone per la scena del seminterrato "adiacente alla metropolitana"; tale scena venne girata di notte, fu allestito un set attorno ad un pezzo di binario disabilitato per il traffico ferroviario.
Nella scena del trampolino a Cortina, compare (facendo un cameo) il regista del film Neri Parenti, nel ruolo dell'addetto all'impianto. Lo stesso impianto fu utilizzato durante le Olimpiadi di Cortina D'Ampezzo del 1956. La scena della rapina è ispirata al film di Woody Allen, Prendi i soldi e scappa ed è stata ripresa nel 1981 nel film Fracchia la belva umana.

## Riconoscimenti
- Nastro d'argento 1994
  - Nastro d'argento alla migliore attrice non protagonista a Milena Vukotic
  - Candidatura Nastro d'argento al migliore attore non protagonista a Gigi Reder
  - Candidatura Nastro d'argento alla migliore attrice non protagonista a Anna Mazzamauro
- Ciak d'oro 1994
  - Ciak d'oro per la migliore attrice non protagonista a Milena Vukotic[2]